# Oliver Twist (film, 1948)
Oliver Twist är en brittisk dramafilm från 1948 i regi av David Lean, baserad på Charles Dickens roman Oliver Twist från 1838. I huvudrollerna ses Alec Guinness, Robert Newton, Kay Walsh, John Howard Davies och Anthony Newley.
1999 placerade British Film Institute filmen på 46:e plats på sin lista över de 100 bästa brittiska filmerna genom tiderna. 

## Rollista i urval
- John Howard Davies - Oliver Twist
- Alec Guinness - Fagin
- Robert Newton - Bill Sykes
- Kay Walsh - Nancy
- Henry Stephenson - Mr. Brownlow
- Francis L. Sullivan - Mr. Bumble
- Mary Clare - Mrs. Corney
- Anthony Newley - Räven
- Ralph Truman - Monks
- Michael Dear - Noah Claypole
- Diana Dors - Charlotte
- Amy Veness - Mrs. Bedwin
- Frederick Lloyd - Mr. Grimwig
- Josephine Stuart - Olivers mor
- Deidre Doyle - Mrs. Thingummy
- Gibb McLaughlin - Mr. Sowerberry
- Kathleen Harrison - Mrs. Sowerberry
- Hattie Jacques - sångare på krogen Three Cripples